# Navadna zelena
Navádna zélena (znanstveno ime Apium graveolens) je rastlina iz družine kobulnic (Apiaceae). Zelo podobna je peteršilju, vsebuje pa nekaj manj vitaminov. Zaradi aromatičnih snovi z zelo prijetnim vonjem in okusom jo uporabljamo v kuhinji. Zeleno se po navadi shrani v hladen prostor, pogosto se jo zakoplje v čist, suh pesek, da ostane sveža. Razlikujemo stebelno, gomoljasto in belušno zeleno.

## Uporaba zelene v ljudskem zdravilstvu
Zeleno uporabljajo pri zdravljenju raznih bolezni, za izdelavo homeopatskih pripravkov in holistične načine zdravljenja, revmatizma, protina, vodenice.